# Snowville (Utah)
Snowville város az USA Utah államában, Box Elder megyében. Lakosainak száma 163 fő (2020. április 1.).

## Népesség
A település népességének változása:
| Lakosok száma | 167  | 169  | 163  |
|               | 2010 | 2012 | 2020 |